# Johanna Schicker
Johanna Schicker (* 15. Mai 1943 in Bruck an der Mur) ist eine ehemalige österreichische Politikerin (SPÖ) und Sekretärin. Sie war von 1986 bis 2004 Mitglied des österreichischen Bundesrates.

## Ausbildung und Beruf
Schicker besuchte von 1949 bis 1953 die Volksschule in Niklasdorf und absolvierte danach von 1953 bis 1958 das Gymnasium in Leoben. Sie besuchte danach zwischen 1958 und 1960 die Handelsschule und war danach zwischen 1960 und 1983 als Industrieangestellte bzw. Chefsekretärin bei der Firma Brigl & Bergmeister angestellt. 1984 wechselte sie als Angestellte in das Bezirkssekretariat der SPÖ Leoben, wo sie bis 1987 beschäftigt war. Schicker war in der Folge Berufspolitikerin.

## Politik und Funktionen
Schicker begann ihre politische Karriere in der Lokalpolitik, wobei sie von 1975 bis 2000 als Mitglied des Gemeinderates von Niklasdorf wirkte. Von 1985 bis 2000 hatte sie dabei das Amt der Vizebürgermeisterin der Gemeinde Niklasdorf inne. Innerparteilich übernahm sie im Jahr 1987 die Funktion der stellvertretenden Bezirksparteivorsitzende der SPÖ Leoben, zudem wirkte sie ab 1989 als Mitglied des Landesparteivorstandes der SPÖ Steiermark. Sie engagierte sich zudem ab 1990 als Mitglied des Landesparteipräsidiums der SPÖ Steiermark und hatte zwischen 1998 und 2002 das Amt der Landesfrauenvorsitzenden der SPÖ Steiermark inne. Zudem fungierte sie zwischen 1989 und 2002 als Mitglied des Bundesparteivorstandes der SPÖ und war vom Jahr 2000 bis 2002 Mitglied des Bundesparteipräsidiums. Ab 1987 war sie Bezirksfrauenvorsitzende der SPÖ Leoben, von 2003 bis 2004 Ersatzmitglied der österreichischen Delegation zur Parlamentarischen Versammlung des Europarates.
Schicker vertrat die SPÖ Steiermark ab dem 6. Dezember 1986 im Bundesrat und fungierte vom 17. November 1988 bis zum 31. Dezember 1991 sowie vom 6. November 2003 bis zum 29. Februar 2004 als Schriftführerin des Bundesrates. Sie hatte von 2003 bis 2004 die Funktion der stellvertretenden Vorsitzenden der Bundesratsfraktion der SPÖ inne und war von 1996 bis 1998 Vorsitzende im Ausschuss für öffentliche Wirtschaft und Verkehr bzw. von 2001 bis 2004 Vorsitzende im Finanzausschuss. Schicker schied am 29. Februar 2004 aus dem Bundesrat aus. 

## Auszeichnungen
- Großes Goldenes Ehrenzeichen für Verdienste um die Republik Österreich
- Großes Silbernes Ehrenzeichen für Verdienste um die Republik Österreich

## Weblink
- Johanna Schicker auf den Webseiten des österreichischen Parlaments

| Personendaten    | Personendaten                                                             |
| ---------------- | ------------------------------------------------------------------------- |
| NAME             | Schicker, Johanna                                                         |
| KURZBESCHREIBUNG | österreichische Politikerin (SPÖ), Mitglied im Österreichischen Bundesrat |
| GEBURTSDATUM     | 15. Mai 1943                                                              |
| GEBURTSORT       | Bruck an der Mur                                                          |